# CellFactor: Combat Training
CellFactor: Combat Training (с англ. — «Клеточный фактор: Боевая тренировка») — компьютерная игра, научно-фантастический шутер от первого лица, разработанный компаниями Artificial Studios и Immersion Games. CellFactor: Combat Training — техно-демо-игра, он разработан как технологическая демонстрация продуктов американской компании Ageia — физического движка «Ageia PhysX» и физического процессора «Ageia PhysX PPU». Поэтому CellFactor: Combat Training распространяется бесплатно исключительно через Интернет и не доступен в розничной продаже. CellFactor: Combat Training является PC-эксклюзивом и вышла 8 мая 2006 года. Игра использует игровой движок «Reality Engine», который был разработан компанией Artificial Studios, одним из разработчиков игры.

## Игровой процесс
CellFactor: Combat Training — классический шутер от первого лица, в котором присутствует однопользовательский и многопользовательский режим (мультиплеер). Однопользовательская игра возможна благодаря наличию ботов, которые реализованы при помощи библиотеки игрового ИИ «Kynapse» разработки французской компании Kynogon. В мультиплеере наряду с живыми игроками возможно наличие ботов. Присутствуют три стандартные для большинства игр режимы — deathmatch, team deathmatch и capture the flag.
В игре присутствует один уровень под названием «Limbo — Fueling Station», который заполнен интерактивными предметами: всевозможными бочками, ящиками, обломками, трубами, тканевыми флагами и т. д. Все эти предметы физически интерактивны — их можно разрушать, двигать, использовать в качестве оружия и укрытий.

## Сюжет
Сюжет игры не доступен и не разворачивается в самой игре, а доступен лишь в качестве предпосылки к игре и описывает игровой сеттинг. Согласно сюжету, действие происходит в XXI веке. Происходит развитие глобальных трансконтинентальных мегакорпораций, которые, сливаясь с бизнесом, криминалитетом и властью, фактически берут управление целыми странами на себя. Для борьбы с ними создается специальный элитный отряд под названием «G.U.A.R.D.». Протагонистом игры является сотрудник этого спецподразделения Данте Алигьери.
Действие игры проходит на неизвестном острове в Средиземном море. На острове некая таинственная организация LIMBO Corporation возвела массивные строения и комплексы, в которых и будут происходить сражения.

## История разработки
Первые сведения о CellFactor: Combat Training появились в середине ноября 2004 года, когда Artificial Studios отрапортовала о продолжении разработки «Reality Engine» и начале разработке новой игры, которая будет представлять собой шутер с обширными возможностями разрушаемого окружения и. Данная игра должна была демонстрировать возможности движка и называлась «Cry Havoc».
На международной конференции Game Developers Conference 2006, которая проходила в середине марта, Artificial Studios продемонстрировала CellFactor: Combat Training. На демонстрации было заявлено, что игра находится в разработке всего два месяца. По впечатлениям от демонстрации CellFactor: Combat Training на GDC несколько авторитетных игровых изданий написали обзоры и отзывы игры. Свои обзоры предоставили такие издания, как IGN.com, Firing Squad, PC World, PC Perspective, Wired, GameSpot и некоторые другие.
29 марта 2006 года открылся официальный сайт игры — www.cellfactorgame.com.
8 мая 2006 года дистрибутив CellFactor: Combat Training объёмом 464,09 MB стал доступен для бесплатной загрузи через Интернет.

## Технологии
CellFactor: Combat Training использует игровой движок Reality Engine разработки Artificial Studios. Вклад компании Artificial Studios в игру заключается в предоставлении игрового движка и его интеграции. Игровая концепция, персонажи, оружие, весь медиаконтент, HUD и игровые эффекты были разработаны Immersion Games.
Стандартно CellFactor: Combat Training была предназначена для запуска только на персональном компьютере с установленной платой Ageia PhysX PPU. В случае отсутствия такой платы игра не запускалась. Однако в июле 2006 года участники форумов сайта Tom’s Hardware предложили работающий «рецепт», как обеспечить нормальную работу CellFactor: Combat Training без наличия Ageia PhysX PPU в системе. Благодаря этому журналисты смогли тестировать производительность и качество физического движка PhysX в игре CellFactor: Combat Training в двух режимах: без наличия физического ускорителя и при его наличии.

## Отзывы
8 мая 2006 года авторитетный англоязычный сайт Bit-tech.net опубликовал обширный обзор BFG Tech AGEIA PhysX PPU — платы расширения, которая использовала физический процессор Ageia PhysX PPU. Для тестирования использовались коммерческая игра Tom Clancy’s Ghost Recon Advanced Warfighter от шведского разработчика GRIN и CellFactor: Combat Training Журналисты очень хорошо отозвались о качестве и масштабах физики в CellFactor: Combat Training, а также о количестве физически взаимодействующих объектов. «Вот где мощь процессора PhysX PPU действительно пробивается», — заявили обозреватели. Особо сильно журналисты подчеркнули работу с тканью в игре: «Рендеринг реальной ткани является одной из самых сложных задач в играх, <…> и мы никогда ранее не видели разрушаемую ткань такого высокого качества». Вместе с тем, журналисты заметили, что CellFactor: Combat Training — техно-демо-игра, специально разработанная для демонстрации PhysX, поэтому она не может приниматься во внимание так же, как «полноценные» коммерческие игры.
Русскоязычный сайт iXBT.com 31 июля 2006 года написал обзор физического процессора PPU, установленного в плату ASUS PhysX P1. В этом тестировании участвовала игра CellFactor: Combat Training. Журналисты оценили CellFactor: Combat Training следующим образом:
На примере CellFactor хорошо прослеживается практическое доказательство нашего теоретического предположения о том, что PPU — это в первую очередь количественное улучшение уже виденных нами физических эффектов. В 2003-м году в Max Payne 2 с полок падало на пол по 5 коробок, а тут — летает по 500 ящиков одновременно.Оценка тестирования Ageia PhysX PPU на CellFactor: Combat Training, сайт iXBT.com
Русскоязычный сайт «Железо» в своём обзоре на Asus PhysX P1 25 октября 2007 года оценивал его, как и Bit-tech.net, при помощи двух игр — Tom Clancy’s Ghost Recon Advanced Warfighter и CellFactor: Combat Training. О качестве физики в первой игре журналисты отозвались отрицательно, однако были восхищены уровнем и масштабами физики в CellFactor: Combat Training. Обозреватели поражались «огромным» количеством одновременно обрабатываемых объектов и активное взаимодействие с ними при помощи телекинеза, присущего игровому персонажу. «В действии это, надо сказать, смотрится потрясающе — вот где наглядно видно преимущество аппаратного ускорения физики!» — заявили журналисты.